# هولت، نورفک
latitudeهولت، نورفکlongitudeهولت، نورفک
هولت، نورفک (به انگلیسی: Holt, Norfolk) یک شهرک در بریتانیا است که در انگلستان واقع شده‌است.

## خصوصیات
هولت ۱۲٫۱۹ کیلومترمربع مساحت و ۳٬۵۵۰ نفر جمعیت دارد.